# 巨大基数的性質の一覧
巨大基数的性質の一覧（きょだいきすうてきせいしつのいちらん）では巨大基数的性質を列記する。
巨大基数は、与えられた性質を持つ基数の存在を主張する公理の無矛盾性の強さの順序によっておおよそ線形に整列させられる。ある性質の基数κの存在は、その性質の以上に列挙されている大部分の性質の基底関数の存在を意味し、より無矛盾性の弱い基数定義に対して、Vκ は「φを満たす基数の階層が無限に存在する」ことを満たす。
以下の一覧は基本に無矛盾性の強さの順序に基数を並べたもので、同じ順序となるものは濃度の順で並べた。いくつかの基数 (強コンパクト基数など) の間では、正確な無矛盾性の強さの順序がわかっていないため、一覧は現在の最良の推測値を採る。
- "小さい" 基数: 0, 1, 2, ..., {\displaystyle \aleph _{0},\aleph _{1}},..., {\displaystyle \kappa =\aleph _{\kappa }}, ... (アレフ数参照)
- worldly基数
- 弱/強到達不能基数、α-到達不能基数、hyper-到達不能基数
- 弱/強マーロ基数、α-マーロ基数、hyper-マーロ基数.
- reflecting基数
- 弱コンパクト基数 (= Π1
1-描写不能基数)、Πm
n-描写不能基数、完全描写不能基数
- λ-展開可能基数, 展開可能基数, ν-indescribable cardinals and λ-shrewd, shrewd cardinals [相互にいかに関係しているか不明瞭である].
- ethereal基数,精妙基数
- ほとんど玄妙基数, 玄妙基数, n-玄妙基数, 完全玄妙基数
- remarkable基数
- α-Erdős 基数 (αは可算), 0#ゼロ・シャープ (基数ではない), γ-反復可能基数, γ- Erdős基数 (γは非可算)
- ほとんどラムゼイ基数, Jónsson基数, Rowbottom基数, ラムゼイ基数, 玄妙なラムゼイ基数, completely Ramsey, 強ラムゼイ基数, 超ラムゼイ基数
- 可測基数,  0†ゼロ・ダガー
- λ-強力基数,  強力基数(=tall基数)
- ウディン基数, 弱 hyper-ウディン基数, シェラハ基数, hyper-ウディン基数
- 超強力基数 (=1-超強力基数)
- 準コンパクト基数, 強コンパクト基数 (ウディン<強コンパクト≤超コンパクト), 超コンパクト基数, hypercompact基数
- η-拡張可能基数, 拡張可能基数
- Vopěnka基数, Shelah for supercompactness, high jump基数
- n-超強力基数 (n≥2), n-ほとんど膨大基数, n-超ほとんど膨大基数, n-膨大基数, n-超膨大基数 (1-膨大基数=膨大基数)
- Wholeness axiom, 階層内階層基数 (Axioms I3, I2, I1, and I0)

以下のさらに大きな巨大基数の性質は、選択公理によって否定されるが、それらの存在はツェルメロ＝フレンケルの公理系のみ（すなわち、選択公理を使用せずに、ZF）では否定できない。 
- Reinhardt基数, Berkeley基数